# Filippo Porcelli
Filippo Porcelli (Catanzaro, 23 dicembre 1956) è uno scrittore, autore televisivo e regista italiano.
È uno degli autori di Blob e ha realizzato molti programmi per Rai Uno, Rai 2, Rai 3 e RaiSat tra cui Schegge, 20 anni prima, Come eravamo, Memo.
Tra i suoi film, Un Viaggio in Italia, F come Falso e Eterne le strade di Roma attraverso i deserti, prodotto da RAI e Agenzia Romana per il Giubileo e presentato alla 55ª Mostra del Cinema di Venezia. 
Docente universitario ed esperto conoscitore dell'Archivio RAI, è stato consulente di direzione per Rai Teche e consulente editoriale di direzione per i programmi Tv e internet di Rai Educational.

Come consulente della DIREZIONE AUDIOVIDEOTECHE RAI ha lavorato soprattutto per valorizzarne i documenti ed è tra gli autori del Catalogo multimediale, il primo sistema in Europa di catalogazione multimediale dell'audiovisivo e il primo a portare il multimediale e la relativa tecnologia in un'Azienda e nel web. Il Catalogo Rai Teche è stato inserito dall'UNESCO nel registro della "memoria d'Italia".
Nel tempo ha costruito un linguaggio originale e innovativo sull'utilizzo creativo dei materiali di repertorio.
È tra i primi in Europa a usare per la RAI il sistema di video editing digitale AVID.

Dei suoi lavori (dalla videoarte al documentario, allo spot pubblicitario) cura regia e montaggio e la sua scrittura attraversa cinema, letteratura, arte, fumetti, musica, pubblicità nello spazio delle emozioni. Sempre attivando uno sguardo capace di elaborare e sfruttare i minimi segni rilevatori delle immagini e quindi di organizzare il proprio immaginario in racconto.

Suoi lavori sono stati presentati ai Festival del Cinema di Venezia e di Berlino, alla Fiera Internazionale di Arte Contemporanea di Bologna, alla Cineteca Nazionale di Roma, al Salone del Libro di Torino e nel corso di eventi a Roma, Bologna, Venezia, Milano, Firenze, Reggio Emilia, Trento, Napoli, Parigi, Los Angeles.
Tra i riconoscimenti: Oscar Tv – Premio Regia Televisiva (più edizioni), Hot Bird Aware 2000, Certificate of Appreciation University of California 2008-2009. Nel 2021, il suo film Viaggio in Italia –  realizzato nel 1991 esclusivamente con materiali d'archivio – è stato restaurato da RAI TECHE per  Archivissima, il Festival degli Archivi e per RAIPLAY riconoscendolo come primo utilizzo "fuori dai documenti" del repertorio televisivo e radiofonico RAI.
Dopo aver tenuto per molti anni corsi di cinema all’Università di Bologna e presso le Accademie di Belle Arti di Bologna e di Brera, ha ottenuto la titolarità della cattedra di Metodologia Progettuale della Comunicazione Visiva presso l’Accademia di Belle Arti Albertina di Torino.

## Film, documentari, spot e video arte
- Disincanto – Storie della Televisione, cortometraggio 2024
- Ombre Rosa, cortometraggio 2024
- White Ophelia Floating, video arte 2021
- That Obscure object of Desire, video arte 2020
- Secret Garden, video arte 2020
- About Everything, video arte 2019
- Let’s Go Home debbie, video arte 2019
- The Serpent Egg, video arte 2019
- Cruel Scraps, film/serie per il web. 2018
- Atmosphere future's dresses . Una moda   atermica per tutte le stagioni, ambientazione video per la sfilata/performance svolta in Aula Magna Accademia di Belle Arti di Bologna 2016
- L'âme adore nager, video arte presentato tra gli eventi European Dive Show 2016
- Soccial. Short Film About Cain, film di 60' realizzato all'interno del corso Processi e Tecniche per lo Spettacolo Multimediale 2013/2014 - Triennio in Fotografia Cinema e Televisione all'Accademia di Belle Arti di Bologna. Presentato al cinema Europa, Bologna 2015
- Modus Morandi, film proiettato sui muri delle case di Grizzana Morandi in occasione dei cinquanta anni dalla scomparsa di Giorgio Morandi. Grizzana 2014
- Quando eravamo il futuro, risultato del laboratorio NowHere con Alma mater Studiorum Università di Bologna, il film è stato presentato ad Arte Fiera e Univercity 2012. 2011
- La città è salva, Vitale, U-Qube contributi per la campagna elettorale del nuovo sindaco di Bologna. 2011
- 10.25 film per il 30º anniversario della strage alla stazione di Bologna del 2 agosto 1980, 2010. Realizzato all'interno del Progetto NowHere con Alma mater Studiorum Università di Bologna e Comune di Bologna, il film è stato diffuso nel corso di tutto l'anno sul sito del quotidiano La Repubblica e presentato all'interno del programma della rassegna Misteri d'Italia organizzata a Roma da Cineteca Nazionale, Centro di Cinematografia Sperimentale, Università degli Studi di Roma, assieme ai precedenti: 2 agosto 1980 - oggi, 2 agosto, stazione di Bologna Binario 9 ¾, NowHere, Tempo Inverso, Fade To Blank 02081980.
- Fade To Blank 02081980 film sulla strage alla stazione di Bologna del 2 agosto 198O, è proiettato il 2 agosto 2009 a Bologna in piazza Maggiore e contemporaneamente a Reggio Emilia, Parma, Modena, Carpi, Cesena Rimini, Forlì, Faenza, Bagnacavallo, Ravenna. Presentato alla Mostra del cinema di Venezia 2009.
- That woman, video. MAMbo, 2008.
- Tempo Inverso, film sulla strage alla stazione di Bologna del 2 agosto 1980 e sull'attentato alle Twin Towers di New York dell'11 settembre 2001, realizzato all'interno del Progetto NowHere in collaborazione con Alma Mater Studiorum Università di Bologna, Facoltà di Scienze della Formazione, Comune e Provincia di Bologna, Assemblea Legislativa Regione Emilia-Romagna, Fondazione del Monte di Bologna e Ravenna, University of California Education Abroad Program, Associazione tra i Familiari delle Vittime della Strage alla Stazione di Bologna del 2 agosto 1980.
L'11 settembre 2008 è proiettato a Bologna in Cineteca e a Los Angeles. Nell'ottobre 2008 è presentato nel corso del XXI Festivall Internazionale W.A.Mozart a Rovereto.
- Wish you were here, video realizzato per Centergross e presentato nel corso di un evento a Palazzo Re Enzo, Bologna 2008.
- Passaggi/Paesaggi, video realizzato per Urban Center, Bologna 2008.
- 7 città, sette video realizzati per la comunicazione delle qualità/identità immaginali degli sviluppi urbani previsti dal Piano Strutturale del Comune di Bologna. Urban Center/Comune di Bologna, 2007/2008. Dal 2008 i 7 video sono proiettati a loop in Sala Borsa in uno spazio dedicato.
- NowHere, film dedicato al 2 agosto 1980 diffuso via web su YouTube e numerosi siti tra cui La Repubblica, Il Resto del Carlino, Arcoiris. 2007.
- One for the seesaw, video arte. 2007.
- Improve your shooting, video arte. 2007.
- (E)toile d'araignée, video arte. 2007.
- Cuore tecnico, spot e ideazione marchio/campagna promozione Cuore Tecnico di Bologna per FAV-Fondazione Aldini Valeriani, 2006.
- 2 agosto, stazione di Bologna. Binario 9 ¾, video realizzato da FormaTv per FAV su commissione del Comune di Bologna in occasione delle commemorazioni per il 2 agosto 1980, 2006.
- Fotogenie meccaniche, video realizzato da FormaTv per il convegno EduBo - Provincia di Bologna, 2006.
- 9mbre, video realizzato con Comune e Cineteca di Bologna, Schermi e Lavagne, Biblioteca Ragazzi Sala Borsa; proiettato al cinema Lumière in occasione del mese dei diritti dei bambini, novembre 2005
- 2 agosto 1980 - oggi, video realizzato in occasione del 25º anniversario della strage alla stazione di Bologna con il Comitato di Solidarietà alle Vittime delle Stragi e Associazione tra i Familiari delle Vittime della Strage alla Stazione di Bologna del 2 agosto 1980; presentato a conclusione del concerto del 2 agosto a Bologna in Piazza Maggiore, e proiettato durante la giornata nei bus e in vari luoghi della città. 2005
- Ultimi Pensieri su Bob Dylan, riedizione del film del 1991 in occasione della pubblicazione di Chronicle n°1 di Bob Dylan. Sala Borsa, Bologna 2005
- F come Falso, 5 film (Lo Straniero, Ieri e Oggi, Il Non Comune Senso del Pudore, La Borsa e la Vita, Sogni), Rai 3 2004
- La Strada della Fortuna, documentario 2003
- Regia immagini di repertorio nel film Station Wagon, 2002
- Arte a Parte, clip per Monumedia Festival Europeo di Multimedialità e Beni Culturali 1998
- Polvere di Libri, clip per Rai Teche - Salone del Libro di Torino 1998
- Eterne le Strade di Roma Attraverso i Deserti, film prodotto da Rai – Cinema Fiction e Agenzia Romana per il Giubileo e presentato alla Mostra del Cinema di Venezia 1998, trasmesso su RaiSat e su Rai 3, e proiettato quotidianamente a Roma, a partire dall'ottobre '98 per tutto il 2000.
- Complotto di Famiglia, Cineteca di Bologna 1997
- Cinema in TV, Mostra del Cinema di Venezia per Rai Teche 1997
- In Cerca della Poesia, per la serie Alfabeto Italiano, Rai 3 1997 - Festival del Cinema di Locarno 1997
- Frammenti sull'Apocalisse, Roma Europa Festival 1995
- Repertorio, Rai 3 1994 - Antennacinema 1994
- Bambini?, RAITRE 1993 - Premio Aristofane 1993
- Varie-Età, 1993
- Loro, documentario 1993 - Antennacinema 1994
- Riflessi, RAITRE 1992 - Antennacinema 1994
- Blob Caffè, 1991
- Scale, Mostra del Cinema di Venezia per Rai Teche 1991
- Ultimi Pensieri su Bob Dylan, Rai 3 1991 - Antennacinema 1994
- Auguri, spot 1991
- Menozero, Rai 3 1991
- Viaggio in Italia, film Rai 3 1991 – Presentato a Parigi, Università della Sorbona 1991, Antennacinema 1994, Biennale del Paesaggio Provincia di Reggio Emilia 2006, Biennale Toscana del Paesaggio 2008.
- Cabaret, Rai 3 1989
- Spot per INCA 1988
- Effetto Rosa, video per Dipartimento Scienze dell'Educazione Università di Bologna 1988
- Io Video, reportage Rai 3 1987
- Caffè, 1987
- Il Collo, 1982

## Programmi tv e radio
- Dettagli (Casa RaiUno), Rai Uno 2003
- Memo, serie Tv Rai 3 2002
- Autore Programmazione di Raisat Album, 1999/2000 - Hot Bird Award 2000
- I Favolosi Anni 50, video per la presentazione ufficiale di Raisat Album 2000
- Come Eravamo, serie Tv Rai Sat 1999
- Stazione Centrale, serie Tv Rai 2 1994
- Filo da Torcere, programma Tv Rai 2 1994
- Stasera che Sera, serie Tv Rai 3 1992
- Serata Perry Mason, serie Tv Rai 3 1991
- Blob, serie Tv Rai 3 1989 /1994 - Premio Regia Televisiva Oscar Tv 1990
- Fuori Orario, serie Tv Rai 3 1988/1994
- Venti Anni Prima, serie Tv Rai 3 1988/1994
- Schegge, serie Tv Rai 3 1988 /1994
- Spettacolo, rubrica Radio Uno 1985
- Punto di Incontro, rubrica Radio Tre 1982

## Didattica
- La vita è un film. workshop di narrazione visiva. Factory, Bologna 2019
- Lo Studente di Praga, film laboratorio realizzato con gli studenti DAMS e Citem, 2017
- Soccial. Short Film About Cain, film laboratorio realizzato con gli studenti Accademia di Belle Arti di Bologna. 2014
- AbaBlob, sito web realizzato con gli studenti Accademia di Belle Arti di Bologna. 2013
- MDS - Marcel Duchamp's Sis, format di magazine online realizzato con gli studenti Accademia di belle Arti di Bologna. 2012
- Quando eravamo il futuro , film laboratorio realizzato con gli studenti Facoltà di Scienze della Comunicazione e Facoltà di Scienze della Comunicazione, Università di Bologna, 2012
- Progetto NowHere – Fotogenie del presente, laboratorio interfacoltà “città/università” su memoria e comunicazione sociale con Alma Mater Studiorum Università di Bologna, Facoltà di Scienze della Formazione, Dipartimento di Scienze della Comunicazione, DAMS - Discipline Arti Musica e Spettacolo, MELA - Media Education e-Learning Laboratorio, Comune e Provincia di Bologna, Assemblea Legislativa Regione Emilia-Romagna, Fondazione del Monte di Bologna e Ravenna, University of California Education Abroad Program, Associazione tra i Familiari delle Vittime della Strage alla Stazione di Bologna del 2 agosto. Bologna 2005/2011
Per il laboratorio NowHere 2008-2009, Filippo Porcelli ha ottenuto il Certificate of Appreciation dalla University of California Education Abroad Program.
- Nuove forme di comunicazione e promozione culturale per valorizzare gli archivi e la memoria in essa contenuta, laboratorio a cura della VIDEOTECA REGIONALE e rivolto agli operatori di videoteche, mediateche, sezioni audiovisivi delle biblioteche dell'Emilia-Romagna. Sala Borsa, Bologna 2009.
- Work'Image, corso di formazione/produzione audiovisiva attraverso il repertorio privato in 8mm, Super8 e video con Home Movies, Istituto Storico Parri, Regione Emilia-Romagna, Ministero della Gioventù. Bologna 2008.
- Workshop Sull'Uso Creativo Dei repertori Cinematografici, letterari e Televisivi con Regione Emilia-Romagna, Dipartimento di Italianistica e di Scienze della Comunicazione Università di Bologna, Direzione Rai Teche e Rai Sede Regionale Emilia-Romagna. Bologna 1998/2000.
- La Magnifica Ossessione, corso di arte e tecnica del cinema. Pesaro 1988

## Consulenze
- Qualità in Comune campagna elezioni amministrative Bologna 2016
- Vitale campagna elezioni amministrative Bologna 2011
- Ideazione e avvio di FormaTv - progetto formazione e produzione uso creativo repertorio audiovisivo presso Fondazione Aldini Valeriani. Bologna, 2006
- Consulenza MART- Museo di Arte Moderna di Trento e Rovereto. Sezione Arte e TV, 2003
- Consulente editoriale di direzione per i programmi Tv e internet di Rai Educational.2001
- Consulente della direzione Teche Rai, 1997/1998/1999
- Consulente per la rubrica Tv Zone, RaiTre 1997
- Consulente per Diretta dei Premi Letterari Strega - Viareggio - Campiello, Rai Uno 1997
- Direzione scientifica del Centro di Ricerca e documentazione sulle Fonti Multimediali per lo Studio del Novecento presso il Dipartimento di Italianistica Università di Bologna.1996
- Studio di fattibilità per un programma Tv sugli archivi audiovisivi delle industrie italiane e in particolare su quello della FIAT. Progetto su commissione di TMC. 1995
- Consulente per i Festival di Antennacinema e Saint Vincent 1993/1994
- Consulente per la serie Tv Italiani Brava Gente, RaiTre 1993
- Consulente per la serie Tv Magazine 3, RaiTre 1990

## Eventi
- Frammenti per un discorso amoroso: la Tv dopo la Tv, evento organizzato da Rai Teche – Mediateca Rai di Torino in occasione dei 70 anni della televisione. Torino 2024
- Ieri Oggi è Domani. Evento realizzato con gli studenti dell’Accademia Albertina per la Summer Exhibition. Torino, 2022
- Archivissima, il Festival degli Archivi, RAITECHE presenta il film Viaggio in Italia restaurato. 2021
- Prayers– Holy Art a Frame Jamming, personale di arte digitale su stampa in rilievo presentata nella Basilica di San Bartolomeo a Bologna nel corso di SetUp- Contemporary Art Fair 2016
- L’immagine della Misericordia / Cinema  Arte Comunicazione, ideazione e coordinamento del convegno in preparazione del Giubileo 2016, Cinema Teatro Antoniano, Bologna 2015
- Modus Morandi, film proiettato sui muri delle case di Grizzana Morandi in occasione dei cinquanta anni dalla scomparsa di Giorgio Morandi. Grizzana 2014
- Fuori orario. Cose (mai) viste in 60 anni di arte in Tv, evento aperto alla città nel corso di Arte Fiera/Art City White Night presso Accademia di Belle Arti di Bologna. Bologna 2014
- La   Tv   dopo   La   Tv.   Elegie   e  Finzioni   a  Uso   delle  Nuove   Generazioni,  convegno  per   il   ciclo Crossover/Attraversamenti, Accademia di Belle Arti di Bologna, 2013
- Quando eravamo il futuro, mostra video-fotografica in occasione di Arte Fiera e Univercity Bologna 2012.
- BePop mostra fotografica personale 2011
- Misteri d’Italia, Cineteca Nazionale Roma 2010
- Biennale del paesaggio, Firenze 2008
- Biennale del paesaggio, Reggio Emilia 2006
- Pornografare, video arte MAMbo-Museo Arte Moderna Bologna 2008
- U-Qube evento per la campagna elettorale del nuovo sindaco di Bologna. 2011
- Paesaggi/Passaggi mostra fotografica personale in occasione di Arte Fiera, Bologna 2009.
- 7. Immagini per la città che si immagina, mostra video-fotografica personale in occasione di Arte Fiera, Bologna 2008.
- Regia evento inaugurazione MAMbo-Museo Arte Moderna Bologna e spot per LUNA-Libera Università delle Arti. Bologna 2007
- Convegno Nazionale 50+1 Infanzie e Nuovi Scenari TV, ideazione e organizzazione del Convegno con Rai, Mediaset, Università di Bologna, Università di Bolzano, Università di Urbino, Università di Foggia. Ideazione e introduzione, Bologna/Foggia 2005
- Ideazione Convegno su linguaggio globale, Università di Cassino 1994.
- Premio Aristofane, Saint-Vincent 1992/93
- Premio Nazionale Regia Televisiva, Milazzo 1990
- Videoteca Italia, Roma 1989

## Scritti
- BlobbaTo, rubrica su Corriere della Sera, Torino 2024
- Vacuum Cleaner,Prima edizione, 2013
- Schegge. La Tv dopo la Tv, Seconda edizione aggiornata, Il Saggiatore, 2007
- Schegge. La Tv dopo la Tv, Nuove Pratiche Editrice. Prima edizione, Milano 1999
- BloBologna, blog su Repubblica.it 2007/2009
- La Tv di Testo, Editori Riuniti, Roma 1992
- Il Libro di Blob, Nuova ERI Edizioni RAI, Torino 1993
- Un Minuto, rubrica su Il Venerdì di Repubblica, 1997
- Articoli su L'Unità, 1991/1994
- Saggi su Rinascita,  1990
- Saggi sulla rivista Riforma della Scuola 1991
- Saggi sulla rivista Il Foglio, 1989
- Saggi sulla rivista Scuola Se 1989
- Saggi sulla rivista Nuovo Albero a Elica 1988
- Saggi sulla rivista Schedario 1988
- Saggi sulla rivista Segnocinema  1984/1987